# Colette Carr
Colette Carr (Malibu, 6 januari 1991) is een Amerikaanse zangeres en songwriter, uit Malibu en Los Angeles. Ze staat onder contract bij Interscope Records. Colettes debuutsingle, Back It Up, is uitgebracht in 2009.
Carr werd voor het eerst ontdekt tijdens een Game-concert. De gastheer, komiek Story Moyd, vroeg aan het publiek of iemand zou kunnen freestylen. Carr kwam op het podium en freestylede tijdens de preshow. De fans reageerden positief, waarna Carr besloot om haar carrière in de muziek voort te zetten.

## Discografie

### Albums
- 2013: The Skitszo Collection (9 juli 2013)

### Ep's
- 2012: Skitszo Part 1
- 2013: Skitszo Part 2
- 2013: Skitszo Part 3
- 2013: Skitszo Part 4 (7 mei 2013)

### Singles
- 2009: Back It Up
- 2010: Bitch Like Me
- 2011: (We Do It) Primo
- 2011: No I.D. (Frankmusik feat. Colette Carr)
- 2012: Like I Got A Gun
- 2012: Christmas Wrapping (feat. The Good Natured)
- 2012: F16
- 2013: Why Are You Leaving (feat. Kev Nish van Far East Movement)
- 2013: Never Gonna Happen

### Overige nummers
- 2010: Voice In My Head (Freestyle)
- 2010: Shutchya Mouth
- 2010: Malibu Is Poppin
- 2010: Like A G6 (V6 Reflip) (feat. Cherry Cherry Boom Boom)
- 2010: Malibooty (feat. Ya Boy)
- 2011: Its Real
- 2013: (B)A$$ (Baauer Harlem Shake Remix)

### Optredens
- 2010: Take You Home (Stereos feat. Colette Carr)
- 2010: Go Ape (Far East Movement feat. Colette Carr & Lil' Jon)

### Videoclips
- 2009
  - Back It Up (Regie: Richie Mac)
- 2010
  - Bitch Like Me (regie: Jonathan Singer-Vine)
  - Like a G6 (cameo) (regie: Matt Alonzo)
  - Cali, Cali, Cali (cameo-optreden)
- 2011
  - Party Rock Anthem (cameo-optreden)
  - (We Do It) Primo
  - Famous (cameo-optreden)

### Mixtapes
- 2010: Sex Sells Stay Tooned

### Filmografie
- 2010: Love, Kills xx - Seizoen 1, aflevering 10 (mini-serie)